# Ectophasia taeniata
Ectophasia taeniata är en tvåvingeart som först beskrevs av Georg Wolfgang Franz Panzer 1798.  Ectophasia taeniata ingår i släktet Ectophasia och familjen parasitflugor.
Artens utbredningsområde är Tyskland. Inga underarter finns listade i Catalogue of Life.